# سرخس بادکنکی دیکی
سرخس بادکنکی دیکی (نام علمی: Cystopteris dickieana) نام یک گونه از سرده سرخس بادکنکی است.